# Ильинское (Хотынецкий район)
Ильинское — село в Хотынецком районе Орловской области России. Центр Ильинского сельского поселения.
Код ОКАТО 54257819001. Код ОКТМО 54657419

## География
Протекает руч. Житовский.
Расстояние до районного центра Хотынец: 13 км.
Расстояние до областного центра Орёл 52 км.
Расстояния до аэропорта Орёл — 51 км.
Уличная сеть
- ул. Калинина
- ул. Ленина
- ул. Раздольная
- ул. Рощинская
- ул. Садовая
- ул. Школьная

## Население
| 2002 | 2010 |
| ---- | ---- |
| 740  | ↘613 |

## История
В XVI веке владение бояр Милославских село называлось Подсосенки. Впоследствии владения дворян Оболмасовых, Косаговых, и т. д.
В в дозорной книге Карачевского уезда за 1614 год упомянуто деревня Подсосенки в составе Хотимльского стана. Из книги ясно, что деревня существовала при царе Федоре I Иоановиче, а значит как минимум в 1598 году.

Григорей, Тимофей да Оким Софоновы дети Мозолевского сказали за собою отца своево помесья в Карачевском уезде в Хотимском стану на речке на Житовой на Сутко усть Святого колодези (дрв) Подсосенки, а дано то помесье отцу их при царе Федоре Ивановиче всеа Русии, восмьдесят чети. А помесные грамоты на то отца их поместье в нынешнее разоренье пропали. Болши тово за собою помесья не сказал.
С 1654 года село упоминается как Ильинское, хотя в некоторых документах того времени оно значится как «Ильинское, Косагово тож». По всей видимости в селе располагалась церковь во имя Ильи Пророка.
В XVIII веке в селе упоминается две церкви: деревянная во имя Ильи Пророка и каменная Знамения (до наших дней не сохранились).
С 1778 года в составе Орловского наместничества, а затем и Орловской губернии Болховского уезда. С 1861 года волостной центр. С 1929 года в составе Хотынецкого района.

## Достопримечательности
- Литературно-краеведческий музей «Тургеневское полесье».

## Известные уроженцы и жители
- Косагов Григорий Иванович (ок.1640 — 1701) Воевода, Генерал-поручик.
- В 1898 году не задолго до своей смерти в селе жил В. С. Калинников автор знаменитой «Первой симфонии»
- Так же в селе любили охотиться И. С. Тургенев и А. А. Фет

В 2018 году здесь, в Ильинском народном музее «Тургеневское Полесье», проходили Полесские чтения — одно из 90 праздничных мероприятий, в рамках Тургеневского праздника и юбилейного года «И. С. Тургенев — наш современник» в честь 200-летия писателя